# Aeropuerto Internacional Inca Manco Cápac
El Aeropuerto Internacional Inca Manco Cápac (IATA: JUL, OACI: SPJL) está situado en la ciudad de Juliaca, Perú, a 3825 m s. n. m. (metros sobre el nivel del mar), y actualmente es administrado por el consorcio peruano-argentino Aeropuertos Andinos del Perú, el cual obtuvo la buena pro de la concesión del aeropuerto por un período de 25 años, desde 2010. Su pista de 4200 m (metros) de longitud es la pista más larga de un aeropuerto comercial en Sudamérica, superada solamente por la del Aeródromo de Gavião Peixoto.
En enero de 2004, la Corporación Peruana de Aeropuertos y Aviación Comercial S.A. (CORPAC), emitió una Resolución Directoral que lo califica como "Aeropuerto Internacional" por contar con todos los requerimientos que exige esta importante categorización.
En los últimos años, sus usuarios han llegado a más de 245 000 al año, siendo el 80 % de ellos turistas clase A en viaje a la ciudad de Puno.
El terreno fue donado por Apolinar 
Hallasi, quien también donó el cementerio central y gran parte de donde se ubica ahora el centro comercial.

## Reseña histórica de la aviación en Juliaca

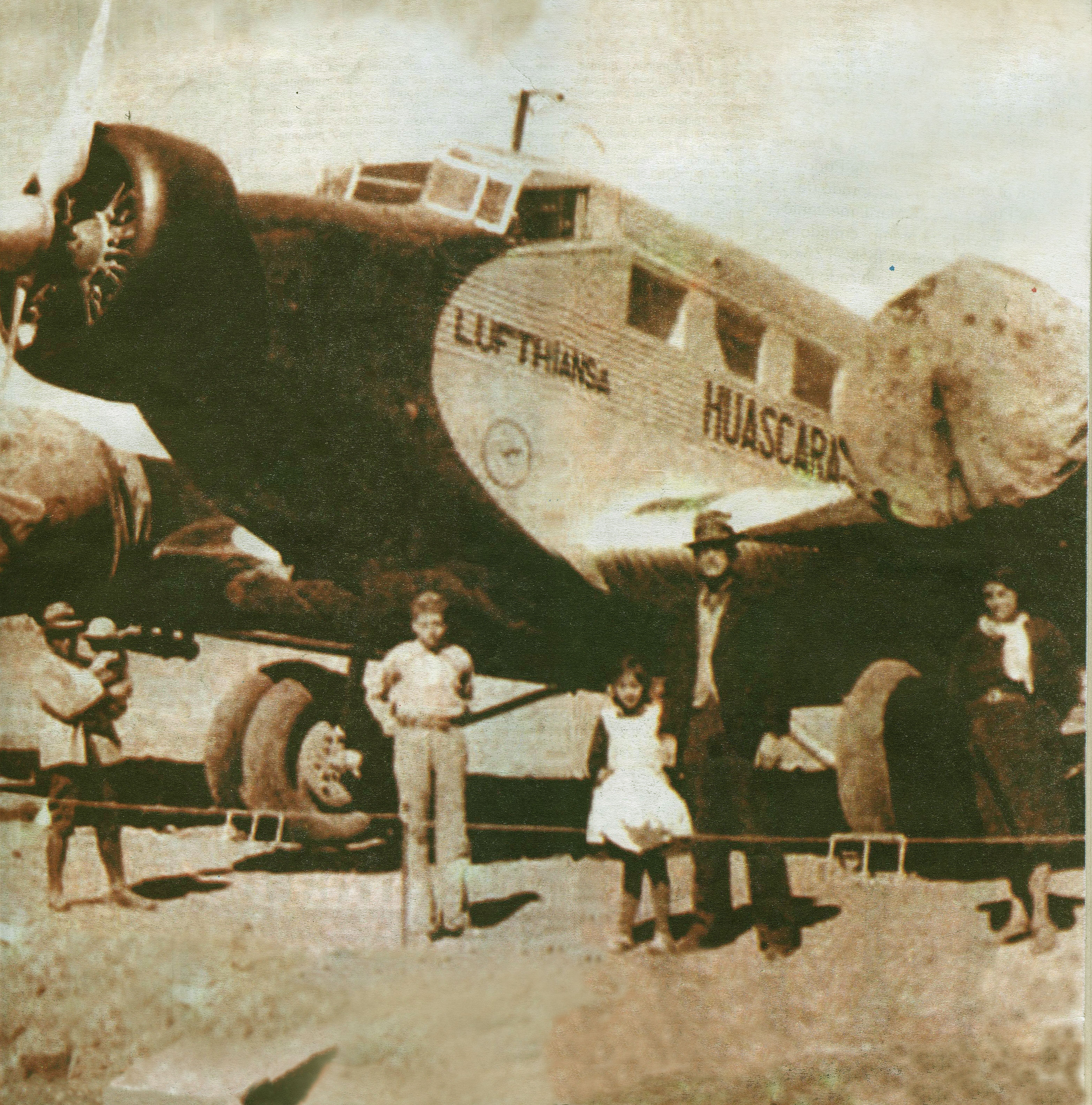
Junkers Ju 52 de Lufthansa en Juliaca. Esta línea operó en la década de 1930 en rutas nacionales hasta el inicio de la Segunda Guerra Mundial.

El primer avión en arribar a Juliaca fue un biplano ANSALDO SVA 5 al mando del capitán italiano Enrico Rolandi, el 7 de junio de 1921, en el sector de la ruta a Ayabacas, hoy zona del Mercado Túpac Amaru. La ruta fue Cusco-Sicuani-Juliaca y finalmente Puno, con un aterrizaje de emergencia en Pucará por problema de combustible.
El 22 de octubre de 1925, se inauguró el primer aeródromo «rural» con la llegada del avión «Puno» al mando del mayor Baltazar Montoya, quién, por encargo del gobierno, realizaba un raid aéreo desde la ciudad de Puno y destino final Lima. El aeródromo estuvo situado a un costado de la vía férrea en la salida a la ciudad de Cuzco. En la década de 1930, la Cía alemana Lufthansa llegó a este aeródromo con su trimotor Junkers Ju 52, como parte de un itinerario semanal que comprendía las ciudades de Lima-Arequipa-Juliaca-La Paz(Bolivia). El servicio finalizó con el inicio de la Segunda Guerra Mundial.
A inicios del decenio de 1960, el aeródromo fue trasladado a su actual ubicación, donde operaron TAM (Transportes Aéreos Militares), Faucett y SATCO, antecesora de AeroPerú. En los años 80 se asfaltó la pista y se construyó el actual terminal aéreo, denominado desde entonces como «Aeropuerto Internacional Inca Manco Capac», permitiendo el arribo de aeronaves a reacción.
El Terminal aéreo Inca Manco Capac inició sus operaciones en 1959, y actualmente, se encuentra administrado por CORPAC S.A. en lo correspondiente a la administración del espacio aéreo, siendo la principal puerta de entrada a la importante ciudad comercial del departamento de Puno y sus atractivos turísticos como: La Iglesia virreinal de Santa Catalina.

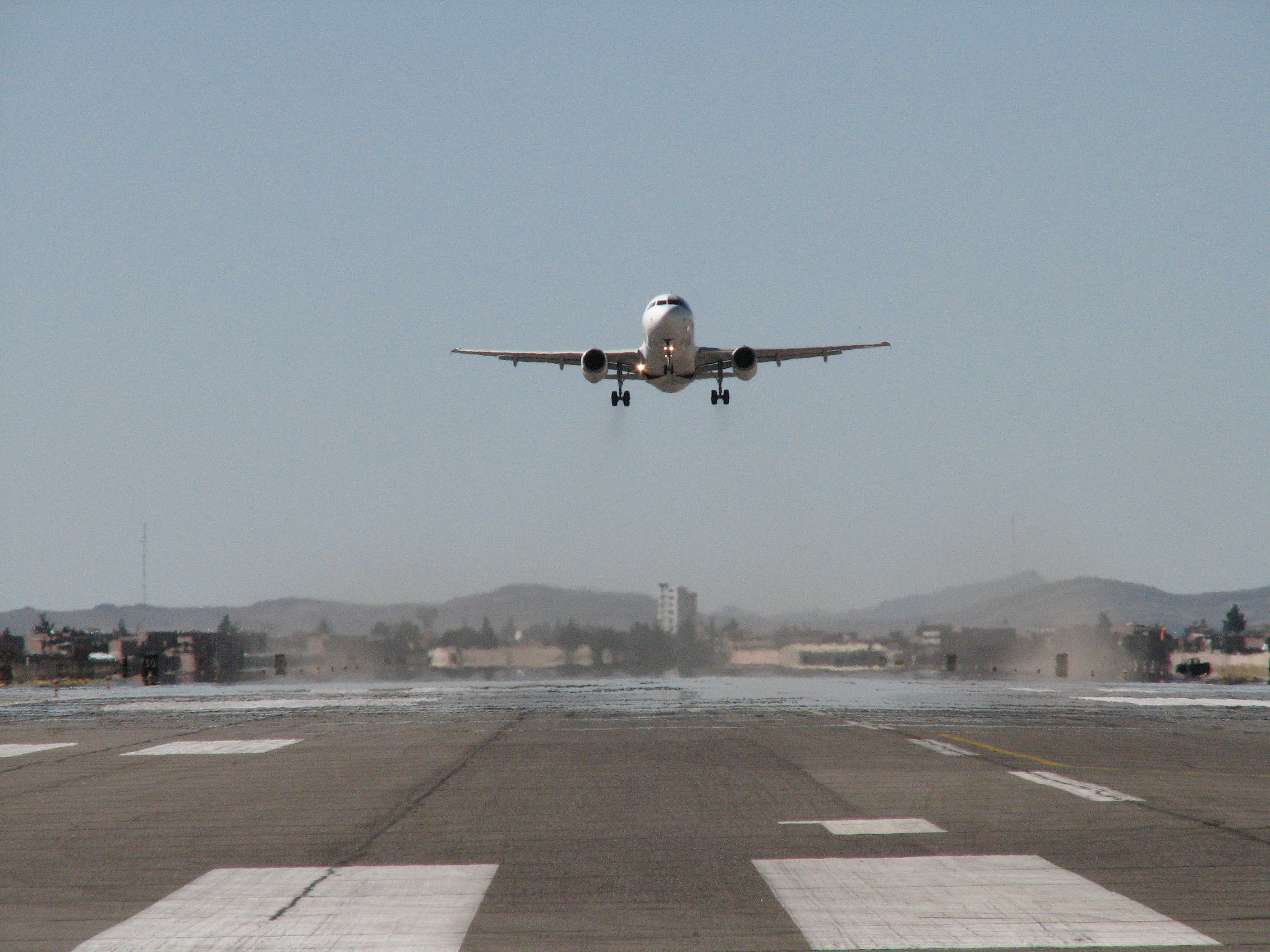
Despegue de un Airbus A319 por la pista 30.

## Servicios del aeropuerto
El terminal aéreo cuenta con servicios de aduana, comisaría, sanidad, migraciones y una moderna infraestructura que permite brindar los servicios necesarios a los pasajeros, así como renovado equipamiento, servicio de rescate contra incendios, luces de pista para vuelos nocturnos y mal tiempo, y sofisticadas radioayudas (VOR, NDB y DME) que garantizan la seguridad de las operaciones aéreas. Atiende un promedio semanal de 28 operaciones aéreas comerciales, además del servicio de aerotaxis que une los pueblos aledaños de la zona. Su categoría OACI es 4D, con un PCN de 46 F/C/X/T y la aeronave máxima permisible es el Boeing 777.
Desde el año 2004, está catalogado como aeropuerto internacional por lo que cuenta con Servicio de Aduana, Comisaría de la Policía Nacional, Dirección de Sanidad y Oficina de Migraciones. Su horario de operaciones va desde las 7.00 a. m. hasta las 7.00 p. m. y cuenta con sistema de luces en su pista y equipos de radio ayuda para vuelos nocturnos que garantizan la seguridad de las operaciones aéreas a partir de las 6.00 p. m. Este aeropuerto está igualmente habilitado para facilitar operaciones de vuelo en mal tiempo.
Cuenta con un faro de aeródromo y su torre de control tiene 7 pisos y una altura de 25 m (metros). Su sala de embarques cuenta con 102 butacas distribuidas en un área de casi 600 m² (metros cuadrados).
Su terminal, de un solo piso, tiene un área de 1865 m², y en el hall principal se encuentran 6 counters, oficinas de las aerolíneas que prestan servicios en este terminal, restaurantes y tiendas comerciales.

### Tiendas

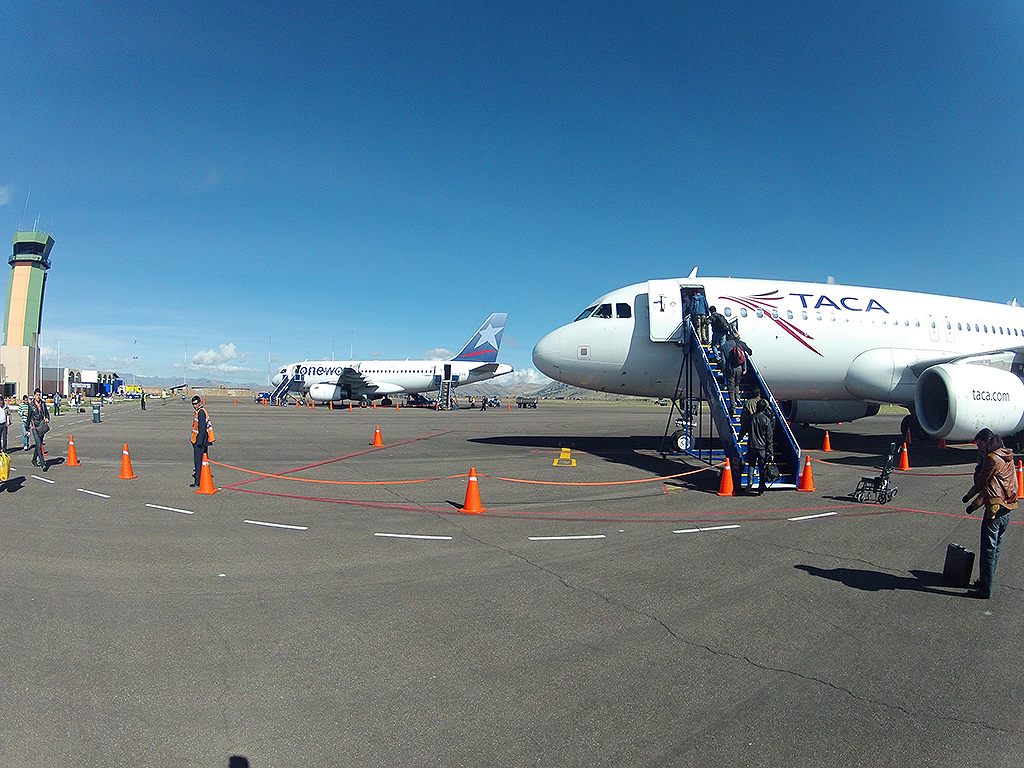
Rampa

En el aeropuerto se puede encontrar las siguientes tiendas:
- La Ibérica: ubicación Zona de facturación (check in), chocolates

- Anntarah: ubicación Zona de facturación, productos de alpaca, algodón y otras fibras.

- Bodeguita de Papachay: ubicación Zona de llegadas, mercado y textil.

- Sol Alpaca: ubicación Zona de Embarque, prendas, accesorios y línea de casa elaborados con las más finas fibras peruanas, como la alpaca y la vicuña.

- Cafetería Altomayo: ubicación Zona de facturación, desayunos, bocadillos y postres.

- 1Break: ubicación Zona de Embarque, aperitivos, bebidas y bocadillos.

- Cafetería Altomayo: ubicación Zona de facturación, desayunos, bocadillos y postres.

- Pure Alpaca (próximamente): ubicación Zona de Embarque, artesanías y productos de alpaca.

## Estadísticas
Ver fuente y consulta Wikidata.

## Vuelos nacionales
| Destinos nacionales del Aeropuerto de Juliaca JUL LIM CUZ | Destinos nacionales del Aeropuerto de Juliaca JUL LIM CUZ | Destinos nacionales del Aeropuerto de Juliaca JUL LIM CUZ | Destinos nacionales del Aeropuerto de Juliaca JUL LIM CUZ | Destinos nacionales del Aeropuerto de Juliaca JUL LIM CUZ | Destinos nacionales del Aeropuerto de Juliaca JUL LIM CUZ | Destinos nacionales del Aeropuerto de Juliaca JUL LIM CUZ | Destinos nacionales del Aeropuerto de Juliaca JUL LIM CUZ |
| --------------------------------------------------------- | --------------------------------------------------------- | --------------------------------------------------------- | --------------------------------------------------------- | --------------------------------------------------------- | --------------------------------------------------------- | --------------------------------------------------------- | --------------------------------------------------------- |

## Aerolíneas y destinos
Operan en este aeropuerto las líneas aéreas LATAM, Sky Airline y aerotaxis que realizan vuelos privados hacia localidades cercanas a Juliaca.

### Aerolíneas
| Aerolíneas                 | Ciudades                     | Aeronave                 | Alianza |
| -------------------------- | ---------------------------- | ------------------------ | ------- |
| LATAM Perú 2 destinos      | Nacionales: (2) Cuzco / Lima | Airbus A319, Airbus A320 | N/A     |
| Sky Airline Perú 1 destino | Nacionales: (1) Lima         | Airbus A320Neo           | N/A     |

### Destinos nacionales
| Cuzco (1 destino, 1 aerolínea) |                                                   |                             |
| Cuzco                          | Aeropuerto Internacional Alejandro Velasco Astete | LATAM Perú                  |
| Lima (1 destino, 2 aerolíneas) |                                                   |                             |
| Lima                           | Aeropuerto Internacional Jorge Chávez             | LATAM Perú Sky Airline Perú |

## Transporte
Si bien el aeropuerto se ubica en el casco urbano de la ciudad de Juliaca, no cuenta con servicio de transporte público dentro de sus instalaciones hacia otras partes de la ciudad.
El aeropuerto se comunica directamente con las ciudades de Puno, Desaguadero y Copacabana mediante un servicio de airport transfer de la empresa Aeroexpreso.